# Christopher Cross (album)
Albums de Christopher Cross
Another Page
(1983)
Singles
1. Ride Like the Wind
Sortie : 15 février 1980
2. Sailing
Sortie : 15 juin 1980

Christopher Cross est le titre du premier album de l'artiste éponyme. L'album, sorti en 1979, reçoit le Grammy Award de l'album de l'année en 1980, devant l'album The Wall de Pink Floyd.

## Titres
1. Say You'll Be Mine
2. I Really Don't Know Anymore
3. Spinning
4. Never Be The Same
5. Poor Shirley
6. Ride Like the Wind
7. The Light Is On
8. Sailing
9. Minstrel Gigolo

## Singles
Ride Like the Wind est le premier single de Christopher Cross. Sorti en février 1980, il gagnera un Grammy Award. Il atteint la deuxième place des charts américains, derrière le tube de Blondie, Call me. Christopher Cross dédicace cette chanson à Lowell George du groupe Little Feat, mort en 1979. Cette chanson a été reprise par quelques artistes. Le deuxième single est Sailing, suivi de Never Be The Same et Say You'll Be Mine.

## Personnel
- Christopher Cross : Chant, chœurs (1, 5-8), guitare acoustique (1, 4, 6-9), guitare électrique, guitare électrique 12 cordes (8), guitare solo (5, 6), arrangements
- Jay Graydon : Guitare solo (1, 4)
- Larry Carlton : Guitare solo (2, 7)
- Eric Johnson : Guitare solo (9)
- Andy Salmon : Basse
- Michael Omartian : Piano (1-4, 6-8), synthétiseurs (9), chœurs (9)
- Rob Meurer : Piano (5, 9), piano électrique (3, 4, 7, 8), orgue (5), synthétiseurs (2-4, 6-8), Céleste (3), arrangements
- Jim Horn : Saxophone
- Jackie Kelso : Saxophone
- Tomás Ramírez : Saxophone (9)
- Lew McCreary : Trombone
- Chuck Findley : Trompette, flugelhorn
- Tommy Taylor : Batterie
- Victor Feldman : Vibraphone (3, 4), percussion (3, 4, 7, 8)
- Lenny Castro : Percussion (1, 2, 4-7, 9)
- Assa Drori : Direction de l'orchestre (8)
- Nicolette Larson : Chœurs (1)
- Michael McDonald : Chœurs (2, 6)
- Valerie Carter : Chant, chœurs (3)
- Marty McCall, Myrna Matthews, Stormie Omartian : Chœurs (4)
- Don Henley : Chœurs (7)
- J.D. Souther: Chœurs (7)